# Spencer (Oklahoma)
Pour les articles homonymes, voir Spencer.
Spencer est une ville du comté d'Oklahoma, dans l'État d'Oklahoma, aux États-Unis,. En 2010, elle compte une population de 3 912 habitants.

## Démographie
Lors du recensement de 2010, la ville comptait une population de 3 912 habitants, tandis qu'en 2019, elle est estimée à 3 968 habitants.